# Antonio López de Santa Anna
Antonio López de Santa Anna, egentlig Antonio de Padua María Severino López de Santa Anna y Pérez de Lebrón (født 21. februar 1794 i Xalapa i delstaten Veracruz, død 21. juni 1876 i Mexico by) var en mexicansk general, politiker og præsident.
Den 21. april 1836 tabte han Slaget ved San Jacinto. Han blev taget til fange dagen efter, og nogle dage senere underskrev han fredstraktaten. Dette afsluttede krigen mellem Texas og Mexico og resulterede i, at den nye uafhængige stat Republikken Texas blev oprettet.